# Standfussia pervellei
Standfussia pervellei är en fjärilsart som beskrevs av Charles Oberthür 1922. Standfussia pervellei ingår i släktet Standfussia och familjen säckspinnare. Inga underarter finns listade i Catalogue of Life.